# AA-52
A AA-52 (em francês:  Arme Automatique Transformable Modèle 1952, "Arma Automática Transformável Modelo 1952") é uma metralhadora de uso geral francesa. É uma das primeiras armas produzidas na França na era pós-Segunda Guerra Mundial. Era fabricada pela empresa Manufacture d'armes de Saint-Étienne (MAS), de propriedade do governo francês. A AA-52 ainda é usado hoje como uma arma montada em veículos devido às grandes quantidades em serviço, mas foi substituído na função de helicóptero pelo belga FN MAG, começando com o EC 725 Caracal das unidades de operações especiais e das equipes de busca e salvamento da Força Aérea. A AA-52 foi largamente eliminada para uso de infantaria em favor da mais leve FN Minimi, mas continua em uso.

## História
A metralhadora de uso geral AA-52 foi concebida e desenvolvida seguindo as experiências militares francesas na Primeira Guerra da Indochina durante o início dos anos 1950. Naquela época, o exército francês estava equipado com uma variedade de armas de origem britânica e americana, bem como algumas armas alemãs da Segunda Guerra Mundial.
O fornecimento efetivo de munição e peças de reposição era uma tarefa quase insolúvel e o exército decidiu adotar uma metralhadora padrão. O resultado foi a AA-52, concebida para facilitar a produção. A construção é em chapa de aço estampada soldada simples.
A AA-52 foi parcialmente retirada do serviço do exército francês em 2008. Foi substituída na década de 2010 por 10.881 metralhadoras de uso geral FN MAG.

## Projeto
A AA-52 é uma arma peculiar entre as metralhadoras modernas porque utiliza operação de blowback atrasado por alavanca, também vista no fuzil FAMAS, fabricado na mesma fábrica. Ao disparar, a pressão que empurra a cabeça do estojo para trás inicia um impulso em um came que envia o suporte do ferrolho para trás. Após uma certa distância, um elo (neste caso o percussor) puxa a cabeça do ferrolho, extraindo assim o estojo gasto. Como não há extração primária, a câmara é estriada para permitir que os gases em pó fluam de volta, descolando o estojo da parede da câmara, como acontece com as armas de blowback atrasado por roldana do tipo Heckler & Koch.
Os mecanismos de alimentação e gatilho são derivados da MG 42.
A AA-52 pode ser usada como metralhadora leve com bipé ou como metralhadora pesada com tripé. Quando usada com tripé para tiro contínuo, a arma é equipada com um cano mais pesado. Na configuração de metralhadora leve, a AA-52 é uma arma relativamente leve de carregar. A AA-52 pode ser disparada do ombro, mas isso é um pouco estranho devido à posição do cabo; no entanto, o bipé pode ser usado como guarda-mão quando não estiver em uso. O cano é trocado pressionando uma trava e girando-a um quarto de volta. A mira telescópica APX (SOM) usada no MAS-49 e no fuzil de precisão FR F1 podem ser montadas na AA-52, bem como uma mira noturna infravermelha.

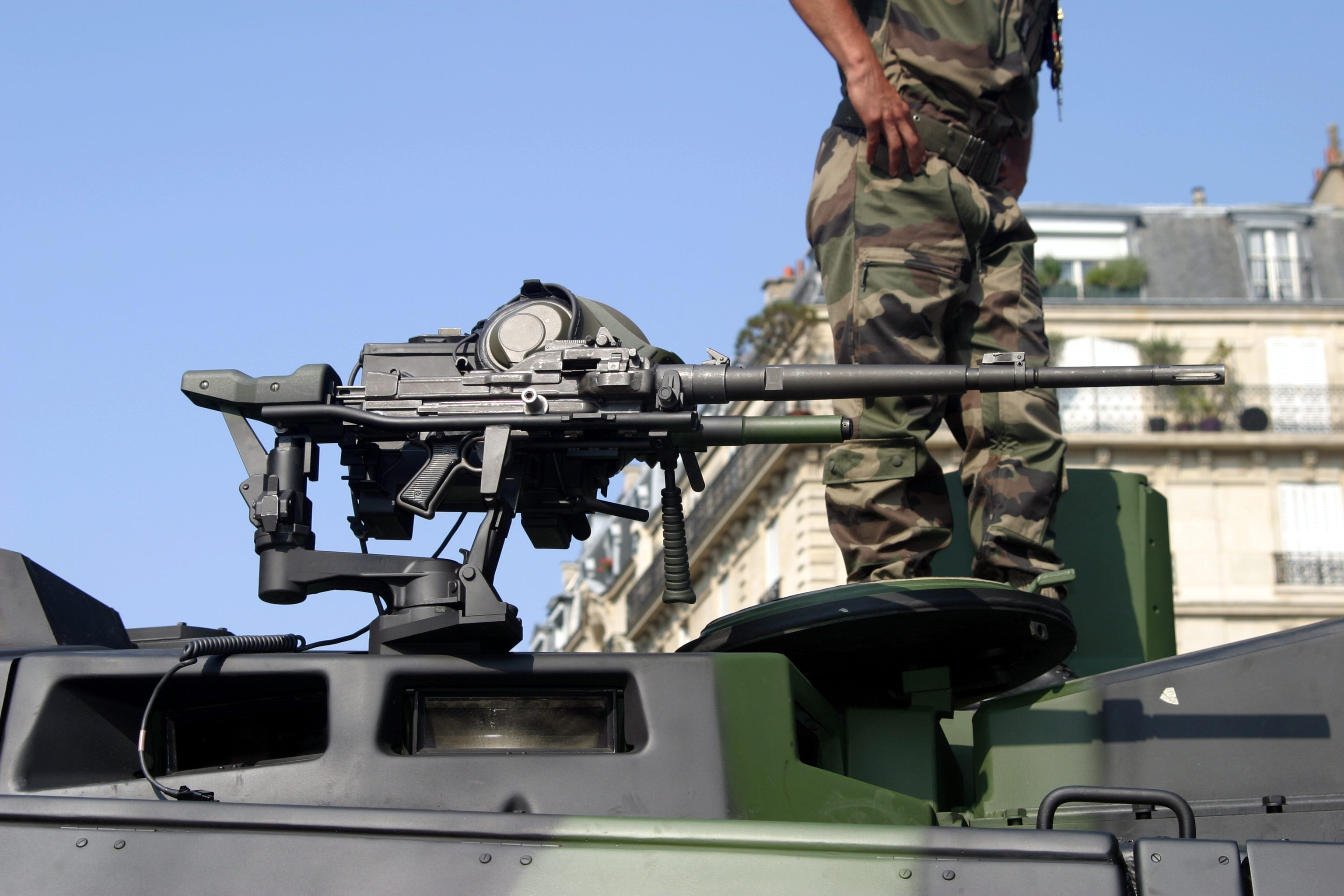
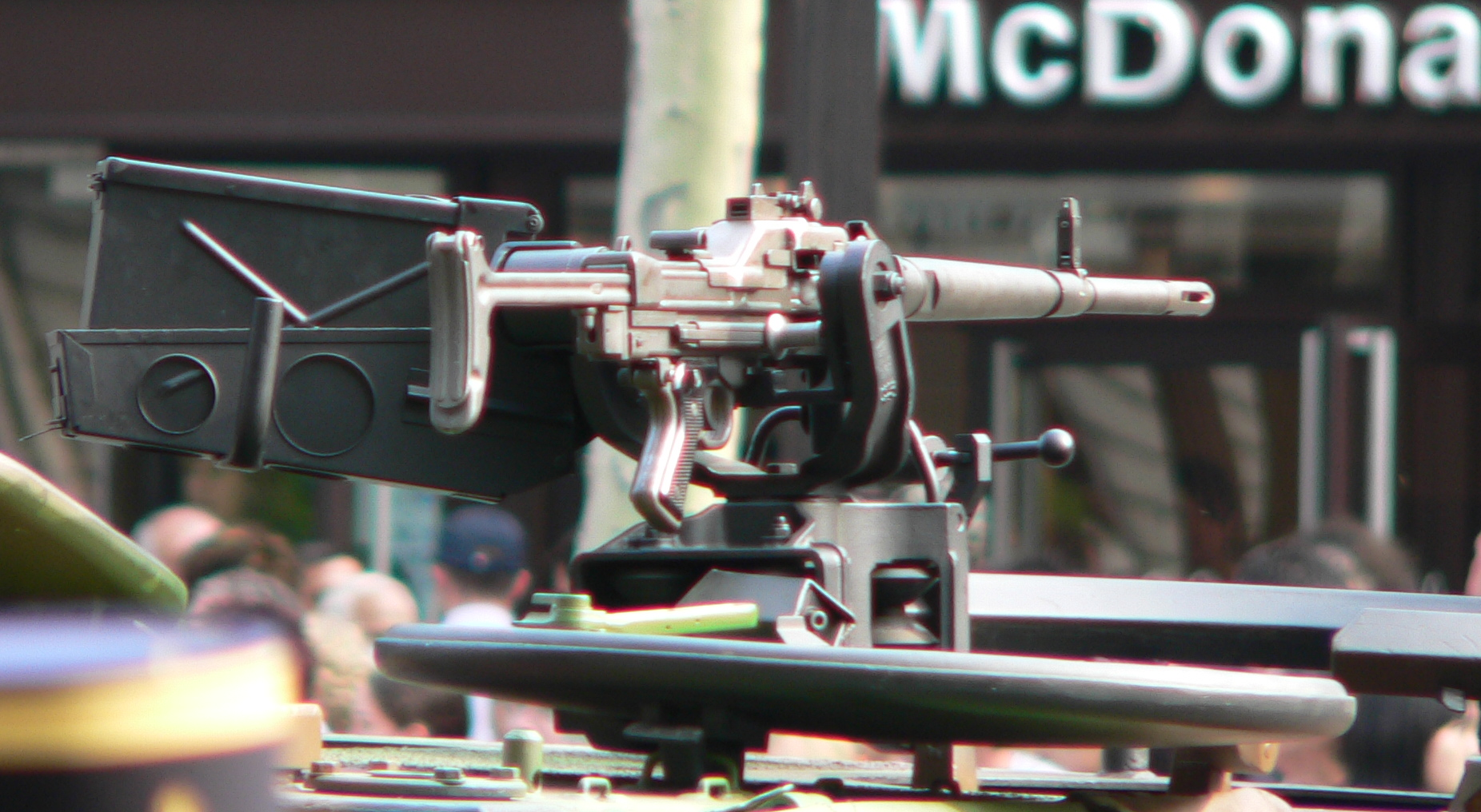
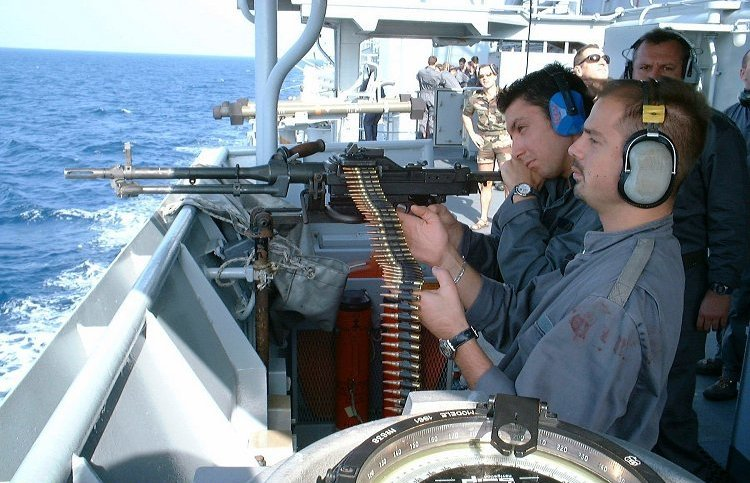
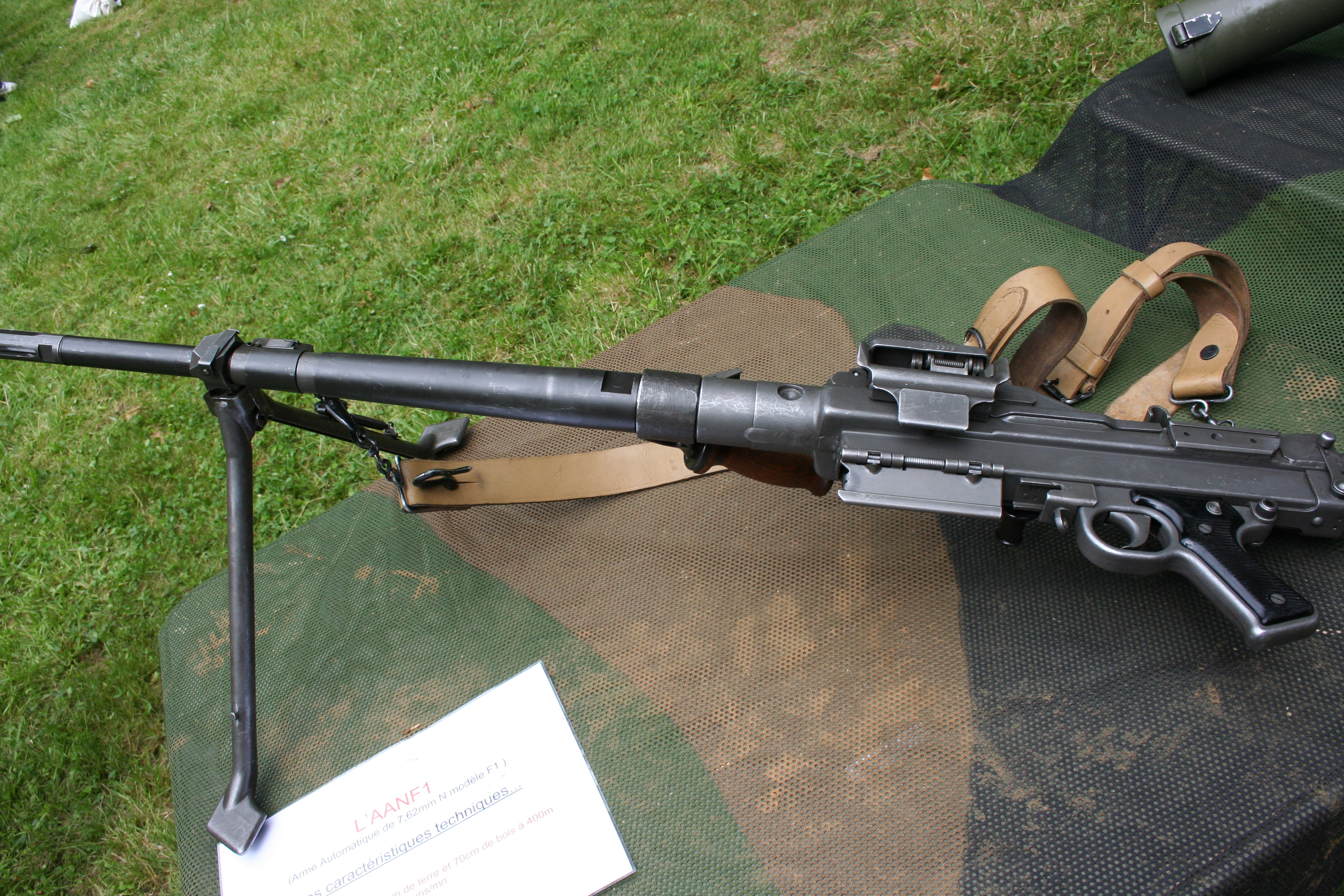
Metralhadora AA-52 em exibição.

## Variantes

### NF-1
A AA-52 originalmente usava o cartucho padrão 7,5×54mm. A adoção geral do cartucho 7,62×51mm NATO reduziu a oportunidade de vendas de exportação, e a arma foi adaptada para este calibre padrão da OTAN.

### MAC-58
A MAC-58 era uma versão da AA-52 com câmara para o .50 BMG. Alguns protótipos foram testados e um retido para produção pré-serial, mas nunca chegou à produção devido à grande quantidade de metralhadoras americanas Browning M2 já em serviço com as forças armadas francesas.

## Operadores
- Argentina[11]

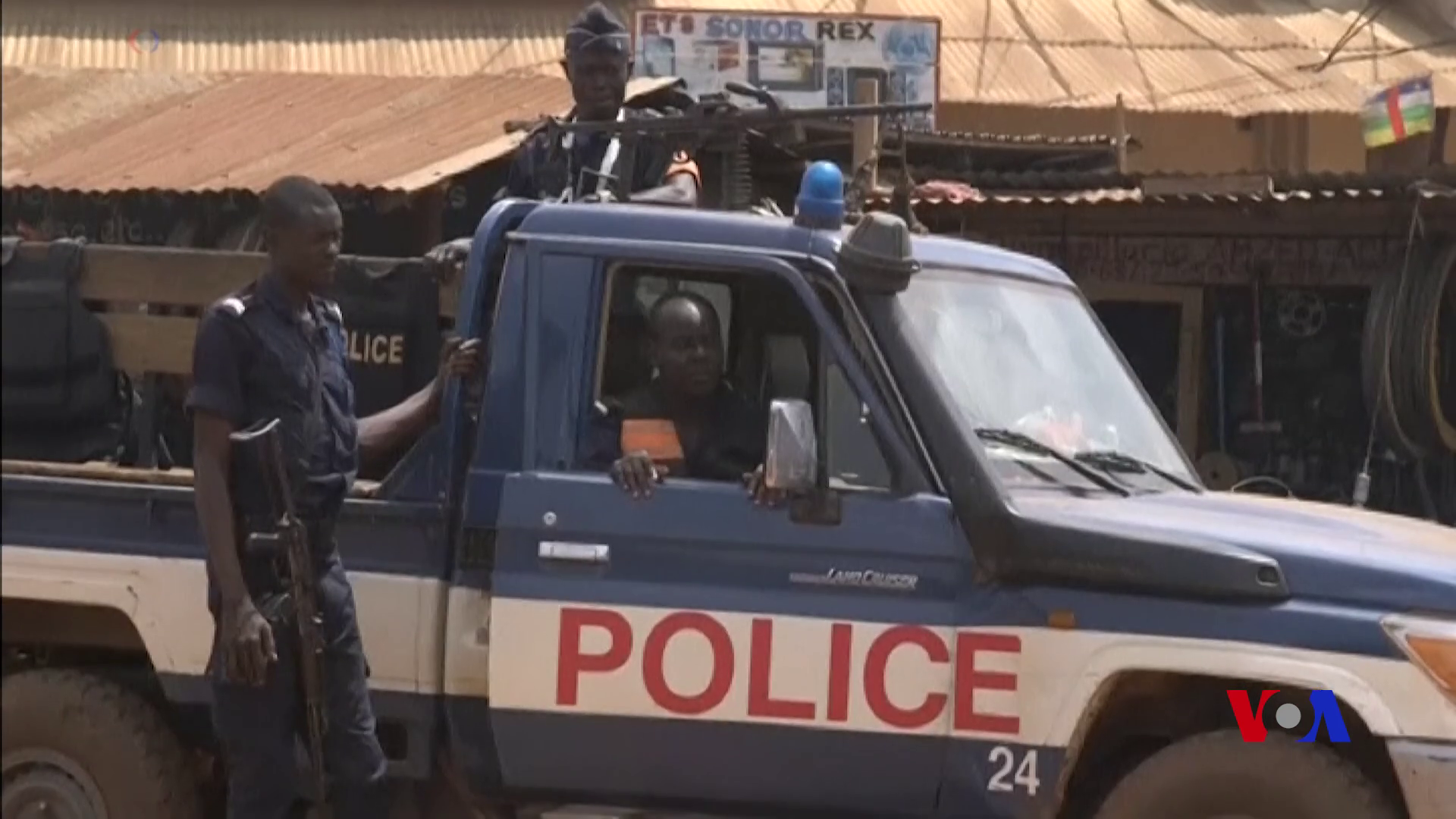
Picape da Polícia da República Centro-Africana com metralhadora AA-52 em cima do teto.

- Bélgica: Duas metralhadoras AA-52 foram encontradas em aeronaves de ataque Fouga Magister.[12]
- Benim[13]
- Bolívia[14]
- Burkina Faso[13]
- Camarões[15]
- República Centro-Africana[13]
- Comores[13]
- Costa do Marfim[13]
- Djibouti[13]
- República Dominicana
- França: Variante F1.[13]
- Gabão[13]
- Geórgia: usou algumas ANF1 para proteger Camp Warehouse, Afeganistão, sob comando francês.[16]
- Indonésia: Variante AAT-F1 montada no AMX-10 PAC 90 da Korps Marinir.[17]
- Irlanda: Duas metralhadoras AA-52 de 7,62 mm foram instaladas nos carros blindados irlandeses Panhard AML 60-7 CS.[18]
- Líbano: Montada no VAB mephisto
- Madagascar[13]
- Mali: Forças Armadas e de Segurança do Mali[13]
- Mauritânia[13]
- Marrocos: Variante F1.[13]
- Níger[13]
- Senegal[13]
- Seicheles[13]
- Somália[13]
- Togo[13]
- Tunísia[19]
- Ucrânia[20]